# ブリストル スカウト
ブリストル スカウト
- 用途：戦闘機、偵察機
- 分類：複葉機
- 設計者：フランク・バーンウェル
- 製造者：ブリティッシュ&コロニアル（ブリストル飛行機）
- 運用者

  - イギリス陸軍航空隊
  - イギリス海軍航空隊
  - オーストラリア航空隊
- 初飛行：1914年2月23日
- 生産数：374機
- 生産開始：1914年
- 運用開始：1914年

ブリストル スカウト（Bristol Scout）は民間のレース機として作られたロータリーエンジン単発、単座のシンプルな複葉機である。
黎明期の軽量飛行機の例にもれず、イギリス海陸軍の航空隊によって索敵機（Scout）ないし高速偵察機として採用された。初期の単座機のひとつとして戦闘機としても使用されたが、当時は効果的な武装を取り付けることができず、またイギリスで同調式機銃が使用できるようになったころには本機は時代遅れとなっていた。イギリスでは1920年代初期まで、単座戦闘機の事をスカウトと呼んでいた。

## 開発
ブリストル スカウトの試作機は1913年の後半にフランク・バーンウェルとハリー・バスティードによって設計された。初飛行は1914年2月23日にバスティードの操縦で行われ、1914年3月、ロンドン・オリンピア展示センターの航空ショーで一般に公開された。
スカウトは1913年から1914年の当時の単座軽量飛行機の流行である「レース用」の外見を持ち、胴体よりわずかに広いだけの39インチ（99 cm）幅の主脚と、わずか1.5度の上反角を持って正面からはほとんど水平に見える主翼を備えていた。エンジンカウルの前面には開口部がなく、ノーム・エ・ローヌ ラムダ7気筒80馬力ロータリーエンジンを冷却するために、下部が水平に切り取られていた。垂直尾翼には固定部分が無く、当時のニューポールやモラーヌ・ソルニエ、フォッカー等と同様に全体が可動式の方向舵となっていた。

## 戦歴
ブリストル スカウトが活躍した1914年から1916年の時期は、戦闘機という機種が明確な形を取り始めた時期であり、イギリスの「牽引式」航空機に武装を施す初期の多くの試みが、ブリストル スカウトに対して実地に行われた。
最初に試みられたのは2機目のスカウトB（RFCナンバー648）への2丁のライフル装備で、左右に各1丁ずつ、プロペラ回転面の外側に前方に向けて装着された。
イギリス陸軍航空隊（Royal Flying Corps（RFC））第6飛行中隊のラヌー・ホーカー（Lanoe Hawker）大尉が使用した2機のスカウトC（ナンバー1609および1611）には、それぞれ、ホーカー大尉の考案した架台によって胴体の左側に1丁のルイス機銃が装着された。それは2機目のスカウトBに試みられたライフルの装着方法とほぼ同じものだった。ホーカーは1915年7月25日、パッシェンデールとジルビーク（Zillebeke）の上空で、1611号機によって2機のドイツ軍機を撃墜し、3機目を戦闘不能にさせた。その功績により、彼はイギリス軍のパイロットとして初めて、空中戦の戦果に基づいてヴィクトリア十字勲章を与えられた。
最初に製作された24機のイギリス海軍航空隊（Royal Naval Air Service、（RNAS））のスカウトCの武装はほとんどがルイス機銃1丁で、何機かにはニューポール 11に倣って上翼の中央に装備されたが、イギリス軍パイロットの多くは、ルイス機銃を前部胴体に装着するという、より不適切な方式を採用した。それはまるで後のプロペラ同調機銃のようにプロペラの回転面を通して前方に発射するものだったが、当時はまだ同調がなされておらず、そのためしばしばプロペラの深刻な破損事故が起きることとなった。ローラン・ギャロスがモラーヌ・ソルニエ N単葉機で試した弾丸偏向用楔のプロペラへの装着も1機のスカウトC（No.5303）で試験されたが、その場合にはモラーヌNと同様の巨大なシチュー鍋のようなスピナーを必要とし、それを使用することはスカウトCの80馬力ル・ローヌ・ロータリーエンジンに十分な冷却気を供給できなくなる結果をもたらした。そのため、弾丸からプロペラを守るための偏向楔の装着はそれ以上検討されることは無かった。
戦争の初期には、ドイツのツェッペリン飛行船を撃墜するために、イギリス海軍航空隊のスカウトDにより「ランケン・ダート」という特殊な武器の使用が試みられた。それはひとつにつき1ポンドの爆薬が装填された、空中投下可能な矢型の爆弾だった。C・T・フリーマン飛行大尉の操縦するスカウトD （No.8953）は、飛行甲板を装備したマン島蒸気船ヴィンデックス（民間時代の船名「ヴァイキング」）の前半部分から飛び立ち、1916年8月2日、ランケン・ダートによるツェッペリンL 17の撃墜を試みた。ランケン・ダートはスカウトDの胴体のパイロットの足のすぐ後ろに垂直に置かれた2本の筒状の容器から発射された。しかしランケン・ダートはツェッペリン飛行船に損害を与えることが出来なかったばかりか、フリーマンはスカウトDをヴィンデックスに着艦させることが出来ず、陸地からも遠く離れていたため、海面に着水し、機体を放棄しなければならなかった。
陸軍航空隊のスカウトへの同調機銃（後にソッピース パップ戦闘機で大成功を収めるマキシムタイプ・ウィッカース機銃の空冷バージョンに類似したもの）装備の試みは、まず1916年3月スカウトCの後期生産型 No.5313に対して行われた。そして、他にスカウトC後期型とスカウトD前期型の合計6機にもNo.5313と同様の装備が行われたが、これらすべてに用いられた大型のビッカース＝チャレンジャー同調装置はビッカース機銃を安全に発射するには不都合を抱えていた。これらのスカウトの1機が、テストにおいてすべての弾丸をプロペラ回転面を通して発射したのは1916年5月のことだった。
ブリストル スカウトを受領したイギリス陸軍または海軍の飛行隊のうち一つとして最後までスカウトを使い続けたところはなかった。1916年夏の終わりの時点では、陸海軍いずれの部隊にも新しいスカウトは供給されておらず、陸軍では推進式のエアコー DH.2単座戦闘機に交替したものが多かった。少数のスカウトは中東（エジプト、マケドニア、メソポタミア、パレスチナなど）に送られた。軍用最後のスカウトはかつてイギリス海軍航空隊に所属していたスカウトD（No.8978）で、オーストラリアのメルボルン近郊のポイント・クックの基地に1926年10月まで在籍していた。
ブリストル スカウトは最前線での任務から引退した後は公式には練習機に分類されたが、実際にはほとんど訓練部隊には送られず、上級士官の個人用「乗用機」として部隊に残った。スカウトの快適な飛行特性ゆえに、この目的の飛行機としては大変人気があった。

## 各型解説

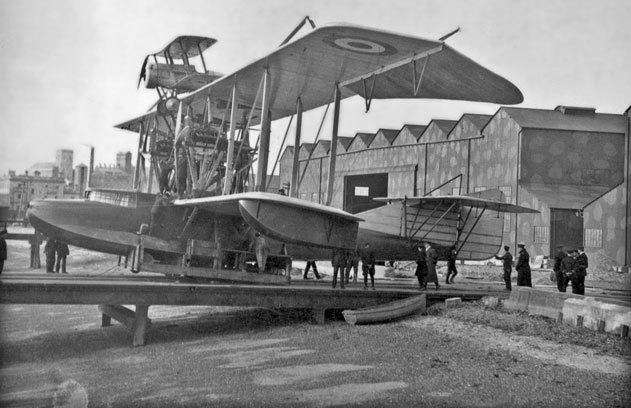
フェリックストウ ポートベイビーの上部に搭載されたブリストル スカウト寄生戦闘機（1916年）

### スカウトA
1914年5月に初めて公開されたタイプは、その後、当初の22フィート（6.71 m）の幅を24フィート7インチ（7.49 m）に広げ、かつ上反角を1.75度に設定した主翼に交換して、「ブリストル・スカウトA」と呼ばれた。また方向舵は増積され、80馬力のグノーム・ラムダ・ロータリーエンジンは、前の開いた円形をしたより一般的な形式の「6分割」カウリングに収められていた。イギリス軍が1914年5月14日、ファーンボロ飛行場で最初にテストしたとき、スカウトAは97.5 mph（157 km/h）の最高速度を記録した。
スカウトAはまた、その夏2つのエアレースに参加した。それはイギリスのカーベリー卿がエンジン無しで400ポンドで購入したものに80馬力のル・ローヌ9C・9気筒ロータリーエンジンを取り付けた機体であった。このスカウトは2回目のエアレース参加時、イギリスのヘンドンとフランスのヴェルサイユ近くのビューク（Buc）飛行場を往復する途中で、燃料不足のためイギリス海峡に不時着水した。フランスで誤ってタンクの半分しか給油されていなかったことがその原因であった。

### スカウトB
スカウトBは、2機のスカウトAにエンジンのル・ローヌ 80 hp ロータリーエンジンを装備した改良型として作られ、翼の下面に半円形の「そり」を装着し、方向舵の増積が図られていた。これは第一次世界大戦が勃発したことに対応して、軍用の仕様として作られたものである。これら2機のスカウトBは、イギリス陸軍航空隊のシリアル644と648として1914年9月20日から用いられたが、シリアル644の機体は、その年の11月20日、不時着に失敗して修理不能な損傷を受けた。

### タイプ1 スカウトC
「タイプ1 スカウトC」はスカウトBとほぼ同じであり、イギリス政府から、1914年11月5日に陸軍航空隊用の12機、同年12月7日に海軍航空隊用の24機の発注を受けた。両者とも、スカウトBと異なり、スカウトAと同じ80馬力のグノーム・ラムダ・ロータリーエンジンを装備していた。これら36機のスカウトCは、スカウトBの6分割カウルより正面開口部が大幅に狭い「ドーム・フロント」カウルを装備していた。これら初期のスカウトCはまた、主燃料タンクをパイロットの肩の部分の真後ろに置いていた。そしてタンクとその給油口の蓋に対応するために、パイロット席直後の背部に高いフェアリングが設けられていた。
海軍航空隊向け50機と陸軍航空隊向け75機からなるスカウトC後期製作型は、グノーム・ラムダ・エンジンが用意できない場合は80馬力のル・ローヌ9Cエンジンに変更することができるように、カウルを正面がフラットで奥行きのあるタイプに変更していた。また、重量配分を改善し、エンジン駆動の信頼性を増すために燃料タンクをパイロットの前に移した。残りのスカウトCのカウルは、前部開口部の狭いドーム型のままだったが、冷却効果を上げるために、しばしばカウル下部の後端が切り取られた。

### タイプ 2/3/4/5 スカウトD
最後の、そして最も多く生産されたタイプはスカウトDで、スカウトCへの一連の改善の結果として登場し、徐々に旧型と交替した。スカウトDへの変化のうち最初にあげられるのは75機の海軍用スカウトのうちの17機に適用された翼上反角の1.75度から3度への増加である。海軍用75機のうちのそれ以外の機体については尾翼面積の増大、補助翼幅の短縮およびエンジンカウルの前面開口部の増大が行われた。変更後のカウリングはスカウトBに類似していたがワンピースのものであり、また右舷下部にふくらみを持つものもあった。そのふくらみは、性能向上のためスカウトDの最後のバッチに導入された強力なグノーム・モノスーパープ・ロータリーエンジン（9気筒・100馬力）を納めるためのものだった。スカウトDは約210機が作られたが、その内訳は海軍航空隊発注分が80機、空軍発注分が130機であった。

### その他
- S.S.A. : フランス政府向けの武装単座複葉機。1機のみ。
- G.B.1 : 単座レーサー。製作されず（または未完成）。
- S.2A : スカウトDの複座戦闘機型。練習機として2機のみ製作。

## 使用者
イギリス
イギリス陸軍航空隊（1 / 2 / 3 / 4 / 5 / 6 / 7 / 8 / 9 / 10 / 11 / 12 / 13 / 14 / 15 / 16 / 17 / 18 / 21 / 24 / 25 / 30 / 36 / 47 / 63 / 65 / 67（オーストラリア） / 111）、イギリス海軍航空隊
 オーストラリア
オーストラリア陸軍航空隊（1（エジプト/パレスチナ） / 6（訓練部隊;イギリス） / 中央飛行学校（ビクトリア州ポイントクック））

## 主要諸元(スカウトD)
- 乗員: 1

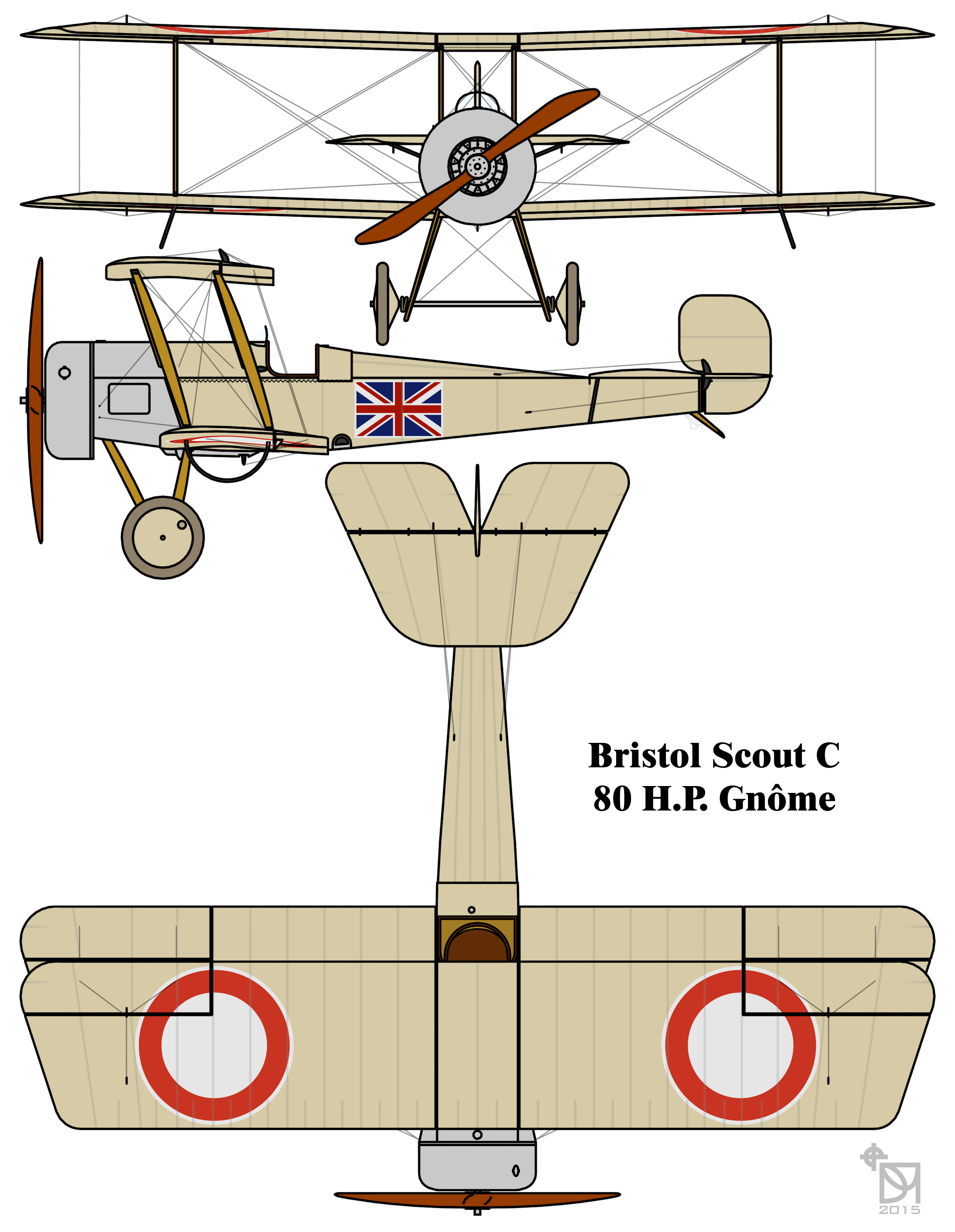

- 全長: 20 ft 8 in (6.30 m)
- 全幅: 24 ft 7 in (7.49 m)
- 全高: 8 ft 6 in (2.59 m)
- 翼面積: 198 ft2 (18.40 m2)
- 空虚重量: 789 lb (358 kg)
- 全備重量: 1,195 lb (542 kg)
- エンジン: ル・ローヌ 9C ロータリーエンジン 80 hp ×1
- 最高速度: 94 mph (151 km/h)
- 上昇限度: 16,000 ft (4,900 m)
- 上昇率: 10,000ft (3,048m)まで18分30秒
- 面積重量比: 6.03 lb/ft2 (29.43 kg/m2)
- 重量出力比: 0.067 hp/lb (0.11 kW/kg)
- 戦闘行動時間: 2.5時間
- 武装: ルイス機銃またはヴィッカース機銃 ×1

## 参照
- Bruce, J.M. The Bristol Scouts (Windsock Datafile No.44).  Berkhamsted, Herts, UK: Albatros Publications, 1994. ISBN 0-948414-59-6.